# Joseph-Marie Lavest
Joseph-Marie Lavest, né le 23 mai 1852 dans le village de Lapeyrouses de la commune de Courpière (diocèse de Clermont) et mort le 23 août 1910 à Hong Kong, est un missionnaire catholique français qui fut consacré évêque en Chine.

## Biographie
Joseph-Marie Lavest est ordonné prêtre le 30 novembre 1875 et entre à la société des Missions étrangères de Paris, le 23 octobre 1879. Il part pour la Chine comme missionnaire le 1er septembre 1880, où il est envoyé par ses supérieurs dans le Kouang-si (aujourd'hui Guanxi).
Joseph-Marie Lavest est nommé préfet apostolique du Kouang-si et évêque titulaire de Sophène (de), par bref du 26 avril 1900, succédant à Mgr Chouzy décédé. Il est consacré à Hanoï par Mgr Marcou avec comme co-consécrateurs José Terrés et Paul-Marie Ramond, le 24 août 1900, puis retourne en Chine après la vague de terrorisme des Boxers.
Il meurt au Sanatorium de Béthanie de Hong Kong en 1910. Mgr Ducœur (pl) lui succède.